# امیلیو لوپز (بازیکن فوتبال اسپانیایی)
امیلیو لوپز (انگلیسی: Emilio López؛ زادهٔ ۹ ژوئیهٔ ۱۹۶۵) بازیکن فوتبال اهل اسپانیا است.
از باشگاه‌هایی که در آن بازی کرده‌است می‌توان به باشگاه فوتبال هرکولس، باشگاه فوتبال لگانس، باشگاه فوتبال سلتاویگو، و باشگاه فوتبال اوساسونا اشاره کرد.